# Hans Alexander Müller
Hans Alexander Müller (* 12. März 1888 in Nordhausen; † 7. Juli 1962 in New Milford (Connecticut) (USA)) war ein deutscher Grafiker und Buchillustrator.

## Leben
Hans Alexander Müller studierte von 1907 bis 1911 an der Akademie für Graphische Künste und Buchgewerbe in Leipzig. Von 1920 bis 1922 war er hier als Lehrer in der Holzschnittklasse tätig. Dann erhielt er an der gleichen Einrichtung von 1922 bis 1933 eine Professur für Holzschnittkunst. 1923 wurde er auch Leiter der Holzschnittwerkstatt der Leipziger Kunstakademie.
Sein besonderes Metier war die Buchillustration. Er arbeitete vorwiegend für Leipziger Verlage und stattete zahlreiche Werke der Weltliteratur mit Zeichnungen in allen druckgrafischen Techniken aus, bevorzugt aber mit Holzstichen. Der Durchbruch war ihm mit der Illustration einiger Bände der Insel-Bücherei gelungen. Er illustrierte Werke von Honoré de Balzac, Miguel de Cervantes, Adelbert von Chamisso, Johann Wolfgang von Goethe, Robert Louis Stevenson, Jean Paul, Gottfried Keller, Voltaire und Oscar Wilde sowie einige Bibelausgaben. Besonders lagen ihm Miniaturdarstellungen aktionsreicher Szenen. Er schuf auch meist die Einbände und die Schutzumschläge. Auch Kalender und Almanache wurden von ihm ausgestattet. Er arbeitete in den zeittypischen Stilen von Expressionismus bis Art déco.
Da seine Frau Maria, geborene Riethof, Jüdin war und er sich weigerte, der NSDAP beizutreten, wurde sein Vertrag an der Holzschnittwerkstatt der Leipziger Akademie im Jahr 1937 nicht verlängert. 
1937 wurden in der Nazi-Aktion „Entartete Kunst“ aus dem Städtischen Kunsthaus Kassel seine Aquarelle Fruchtstillleben und Häuser am Meer beschlagnahmt und vernichtet. Das Ehepaar kehrte von einer Reise nach New York, wo Müllers Freunde Rudolf Max Littauer und von Hellmut Lehmann-Haupt eine Ausstellung seiner Werke organisiert hatten, nicht nach Deutschland zurück. 1938 erschien sein Buch mit Holzschnitten von New York. Von 1938 bis 1958 unterrichtete er grafische Techniken im „Department of Adult Education“ an der Columbia University in New York in deutscher Sprache.
1944 erhielt Müller die amerikanische Staatsbürgerschaft. Aufgrund mangelnder Sprachkenntnisse lebte er in New York gesellschaftlich und künstlerisch isoliert. Als Illustrator war er nur mäßig erfolgreich, weshalb er sein Haupteinkommen durch die Lehrtätigkeit bestritt.

## Schriften
- Woodcuts of New York. J.J. Augustin Publisher N.Y. 1938
- How I Make Woodcuts and Wood Engravings. New York 1945